# Alfred Korzybski
Alfred Habdank Skarbek Korzybski (3 de juliol de 1879, Varsòvia, Polònia - 1 de març de 1950, Lakeville, Connecticut, Estats Units) és un filòsof polonès conegut sobretot per desenvolupar la teoria de la semàntica general.

## Joventut

Escut d'armes dels Korzybski.

Alfred Korzybski és originari d'una família aristocràtica alguns membres de la qual eren matemàtics, científics i enginyers. Va aprendre polonès a casa, rus a l'escola i com que tenia una institutriu francesa i una altra alemanya, va acabar parlant totes dues llengües des de petit.
Va estudiar a la Universitat Tecnològica de Varsòvia, durant la Primera Guerra Mundial fou oficial d'intel·ligència de l'exèrcit rus. Després de quedar ferit a la cama va deixar el camp de batalla i es traslladà a Amèrica del Nord el 1916 (primer al Canadà i més endavant als Estats Units) per coordinar l'avituallament d'artilleria al front. També va instruir els americanopolonesos sobre el conflicte. Després de la guerra va decidir romandre als Estats Units, i finalment el 1940 va obtenir-ne la ciutadania. El seu primer llibre, Manhood of Humanity fou publicat el 1921, hi proposa i explica detalladament una nova teoria de la humanitat en què destaca la capacitat que té de transmetre coneixement durant generacions, que distingeix la humanitat de la resta d'animals.

## Semàntica general
L'obra de Korzybski va abordar la fundació de la disciplina anomenada semàntica general. Com va dir explícitament, la semàntica general no s'ha de confondre amb la semàntica, una disciplina de ben diferent. Els principis bàsics d'aquesta semàntica estan traçats a Science and Sanity, publicat el 1938. Aquest any el filòsof polonès va fundar l'Institut de Semàntica General, que dirigí fins a la seva mort.
L'essència de l'obra de Korzybski és la declaració que els éssers humans estan limitats en llur coneixement per l'estructura de llur sistema nerviós i l'estructura de llurs llengües. Els éssers humans no poden experimentar el món directament, només a través de llurs abstraccions (impressions no verbals que provenen del sistema nerviós i indicadors verbals que provenen de la llengua). De vegades les percepcions i la llengua confonen l'home que creu que són els fets amb què cal tractar. L'enteniment humà del que està passant manca sovint de semblança d'estructura amb allò que està passant realment. Va posar molt d'èmfasi en els beneficis d'entrenar la conscienciació de l'abstracció fent servir tècniques que havia obtingut del seu estudi de la matemàtica i la ciència.
Aquesta capacitat d'abstracció diferencia l'ésser humà de la resta d'espècies, que així queden dividides en tres grups: les plantes (chemistry binders) que agafen nutrients de l'entorn per a produir i mantenir vida; els animals que es mouen per l'espai per aprofitar els recursos (space binders) i els humans que poden progressar aprenent de generacions anteriors gràcies a la transmissió de coneixement amb un llenguatge abstracte (time binders).

## Impacte
La seva obra va influir en els camps de la teràpia gestalt, la teràpia racional-emotiva-conductual i la programació neurolingüística. Com es diu a la tercera edició de Science and Sanity, l'exèrcit dels Estats Units va fer servir a la Segona Guerra Mundial el seu sistema per tractar la fatiga de combat a Europa sota la supervisió de Douglas M. Kelley, que també fou el psiquiatre a càrrec dels presoners nazis de Nuremberg. D'altres persones que va influir Korzybski foren Kenneth Burke, William S. Burroughs, Frank Herbert, Albert Ellis, Gregory Bateson, Buckminster Fuller, Douglas Engelbart, Alvin Toffler, Robert A. Heinlein, L. Ron Hubbard, A.E. von Vogt, Robert Anton Wilson, el còmic Steve Allen i Tommy Hall; i científics com William Alanson White, físics com P.W. Bridgman i David Bohm i l'investigador W. Horsley Gantt. També va influir en l'escriptor surrealista belga Jan Bucquoy en la setena part de la sèrie de còmics Jaunes: Labyrinthe que cita explícitament la frase de Korzybski "el mapa no és el territori". També va influir seriosament sobre el pensamenht de Jacque Fresco.